# El Matadero
«El Matadero» —título original en inglés y español —  es el décimo cuarto episodio de la tercera temporada de la serie de televisión posapocalíptica, horror Fear the Walking Dead. Se estrenó el 8 de octubre de 2017, estuvo dirigido por Stefan Schwartz y el guion estuvo a cargo de Alan Page.
Este episodio marca la aparición final de Mercedes Mason (Ofelia Salazar) que murió después de ser mordida en "This Land Is Your Land".

## Trama
Ofelia se cae del camión de agua y los demás del grupo ven que ha sido mordida. Madison promete que verá a su padre, vende la mitad de sus armas para poder descansar en el bazar y gasta más para mantenerla cómoda. Strand la critica por desperdiciar recursos mientras Walker, afligido, encuentra el honor de cumplir su último deseo. Madison y Nick cuidan a Ofelia. Madison logra llegar a Daniel, pero Ofelia muere justo cuando llega Daniel. Nick se da un atracón de drogas y alcohol, luchando con Troy para que se una a él, y finalmente vadeando un grupo de muertos vivientes cuando Nick confiesa que no puede ir con Madison. A la mañana siguiente, Daniel acepta que el grupo de Madison vaya a la presa, pero Nick y Troy deciden quedarse en el bazar. En otra parte, la búsqueda de basura de Alicia atrae a los muertos que son asesinados por Diana. Las dos mujeres inicialmente se amenazan entre sí, pero deciden compartir la comida que encontró Alicia.

## Recepción

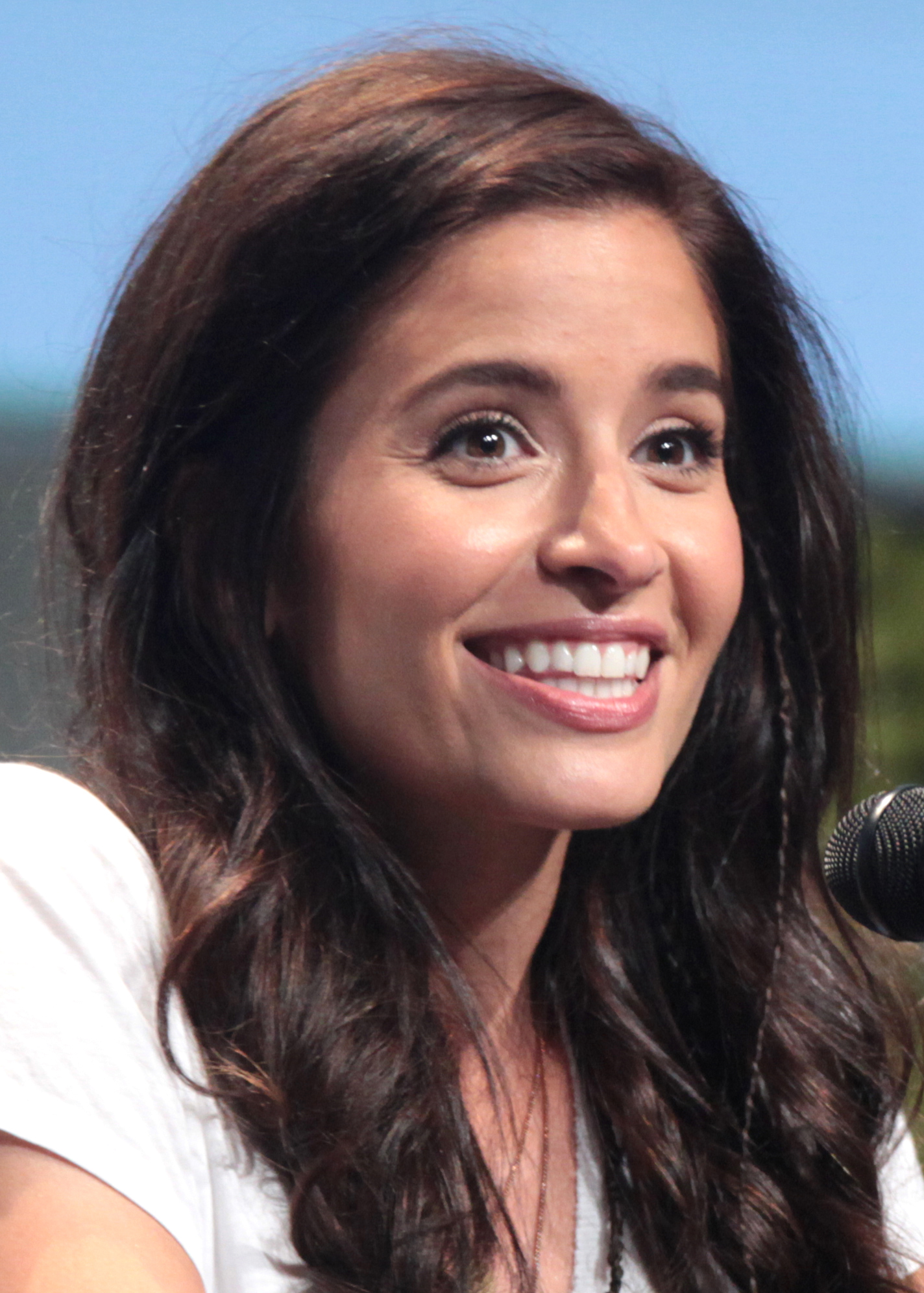
Mercedes Mason hizo su última aparición regular como Ofelia Salazar en este episodio.

"El Matadero", recibió críticas positivas de la crítica. En Rotten Tomatoes, "El Matadero" obtuvo una calificación del 80%, con una puntuación promedio de 7.45/10 basada en 9 reseñas.
Matt Fowler de IGN le dio a "El Matadero" una calificación de 8.2/10.0, indicando; "Fear the Walking Dead encontró más sólidamente su tono y su voz esta temporada al abrazar el paisaje árido, intensificar el conflicto entre humanos y unirse a la madre antihéroe de Kim Dickens, Madison, como el personaje conductor".

### Calificaciones
"El Matadero" fue visto por 2,26 millones de espectadores en los Estados Unidos en su fecha de emisión original, por debajo de la calificación del episodio anterior de 2,38 millones.